# إيفلين برنت
إيفلين برنت (بالإنجليزية: Eve Brent) هي ممثلة أمريكية، ولدت في 11 سبتمبر 1929 بهيوستن في الولايات المتحدة، وتوفيت في 27 أغسطس 2011 في الولايات المتحدة بسبب مرض. من الجوائز التي نالتها جائزة إيسكيا الدولية للصخافة ‏.

## أعمال

### أفلام
- (1970) المطار[5][6][7]
- (1984) سباق مع القمر
- (1999) الميل الأخضر[8]
- (2004)  الفيلم
- (2008) الحالة المحيرة لبنجامين بتن[9][10][11]

### مسلسلات
- جاغ

## جوائز
- جائزة إيسكيا الدولية للصخافة [الإنجليزية]‏

## وصلات خارجية
- إيفلين برنت على موقع IMDb (الإنجليزية)
- إيفلين برنت على موقع ألو سيني (الفرنسية)
- إيفلين برنت على موقع أول موفي (الإنجليزية)
- إيفلين برنت على موقع قاعدة بيانات الأفلام السويدية (السويدية)
- إيفلين برنت على موقع قاعدة بيانات الفيلم (الإنجليزية)
- إيفلين برنت على موقع كينوبويسك (الروسية)